# Tourreilles
Tourreilles ist eine französische Gemeinde mit 132 Einwohnern (Stand: 1. Januar 2022) im Département Aude in der Region Okzitanien (vor 2016 Languedoc-Roussillon). Sie gehört zum Kanton La Région Limouxine im Arrondissement Limoux. Die Einwohner werden Tourreillois genannt.

## Geographie
Tourreilles liegt etwa 29 Kilometer südwestlich von Carcassonne. Umgeben wird Tourreilles von den Nachbargemeinden La Digne-d’Amont im Norden, La Digne-d’Aval im Nordosten, Magrie im Osten, Roquetaillade-et-Conilhac im Südosten und Süden, Bouriège im Süden und Südwesten sowie Castelreng im Westen.

## Bevölkerungsentwicklung
| Jahr                       | 1962 | 1968 | 1975 | 1982 | 1990 | 1999 | 2006 | 2019 |
| -------------------------- | ---- | ---- | ---- | ---- | ---- | ---- | ---- | ---- |
| Einwohner                  | 121  | 108  | 103  | 87   | 98   | 93   | 114  | 131  |
| Quellen: Cassini und INSEE |      |      |      |      |      |      |      |      |

## Sehenswürdigkeiten
- Kirche Saint-Saturnin